# Gerhardt Sørensen
Jens Gerhardt Sørensen (23. marts 1921 - 18. juli 2002) var en dansk roer fra Højby.
Sørensen var med i den danske otter ved OL 1948 i London. Jarl Emcken, Børge Hougaard, Poul Korup, Ib Nielsen, Holger Larsen, Niels Rasmussen, Niels Wamberg og styrmand Charles Willumsen udgjorde resten af besætningen. Danskerne kom i 1. runde ind på sidstepladsen i et heat mod de senere sølv- og bronzevindere fra Storbritannien og Norge, og sluttede derefter på andenpladsen i et opsamlingsheat mod Schweiz og Frankrig. Det betød at danskerne ikke kvalificerede sig til semifinalen og dermed var ude af konkurrencen.
Sørensen var også med til at vinde en EM-sølvmedalje i otter ved EM 1947 i Luzern.